# Elohim
Elohim (dosł. Bogowie; hebr. אֱלֹהִים) – występujący około 2700 razy w Biblii hebrajskiej jeden z tytułów Boga Jahwe. W odróżnieniu od tetragramu JHWH, który jest imieniem własnym Boga, określenie to pochodzi od rzeczownika pospolitego bóg. Elohim jest dłuższą formą rzeczownika El (אל) i jego rozszerzenia Eloah (אלוה), określających Boga w Biblii.
Samo słowo El być może pochodzi od najwyższego boga w mitologii ugaryckiej – Ela. W takim wypadku można by tłumaczyć jego znaczenie jako „mocny”, „silny”. Choć słowo „Elohim” występuje często jako określenie bóstw (w znaczeniu „bogowie”), z przedimkiem ha- oznacza ono jedynego Boga i w tej formie (jako ha-Elohim) występuje w Tanachu ponad 2 tysiące razy gdy JHWH ponad 6800 razy. Izraelici prawdopodobnie używali tytułu „Elohim” dla oddania majestatu osoby (podobnie gdy król, mówiąc o sobie, używał liczby mnogiej – tzw. pluralis maiestatis). W liczbie mnogiej dopatrywano się także śladów pierwotnego politeizmu Izraelitów. Teoria źródeł wyodrębnia fragmenty Pięcioksięgu, w których używana jest ta forma imienia Boga, jako należące do redakcji (tradycji) tzw. elohistycznej (częstsze użycie formy Elohim – Bogowie) w odróżnieniu od tradycji tzw. jahwistycznej, w której przeważa użycie imienia własnego Boga – JHWH (Jahwe).
Słowo Elohim z punktu widzenia gramatyki hebrajskiej jest rzeczownikiem występującym w liczbie mnogiej (świadczy o tym sufiks -im nadający znaczenie: Bogowie). W tłumaczeniach Biblii, w odniesieniu do Boga Stwórcy, jest ono jednak używane jako wyraz w liczbie pojedynczej (np. w Rdz 1,1: „בְּרֵאשִׁית בָּרָא אֱלֹהִים” [„Na początku stworzył Bóg”], czasownik bara „בָּרָא” oznacza „[on] stworzył”, nie zaś „stworzyli”).
Wyjątkiem od tego jest psalm 82. Słowo Elohim jest tam używane dwukrotnie, przy czym z gramatyki tego wersetu wynika, iż raz odnosi się do Boga Stwórcy, a za drugim razem do bogów.

## Występowanie w Biblii
Poniżej podano liczbę występowań ’elōhîm w poszczególnych księgach, według tekstu masoreckiego.